# کراسنورچکا
کراسنورچکا (به لاتین: Krasnorechka) یک منطقهٔ مسکونی در روسیه است که در باشقیرستان واقع شده‌است.